# Cochinita pibil
La cochinita pibil (en maya yucatèque : píibi'k'éek'en) est un plat de la péninsule du Yucatán, à base de porc mariné dans du roucou, enveloppé dans une feuille de bananier et cuit dans un four enterré, connu sous le nom de píib.
Selon des recettes datant du début des années 1900, le porc entier (éviscéré et avec les soies brûlées) était cuit dans le four. La cochinita pibil est accompagnée de xnipec, une sauce traditionnelle à base d'oignon rouge, d'orange amère et de piment habanero.
Il est d'usage de préparer ce plat comme offrande lors de célébrations importantes tel que le Jour des morts, connu sous le nom de Hanal Pixán.
On sait grâce aux écrits des premiers explorateurs que les Mayas utilisaient initialement de la viande de faisan, de pécaris ou de cerf. Avec la conquête espagnole, cette viande a été remplacée par du porc.

## Lepibil

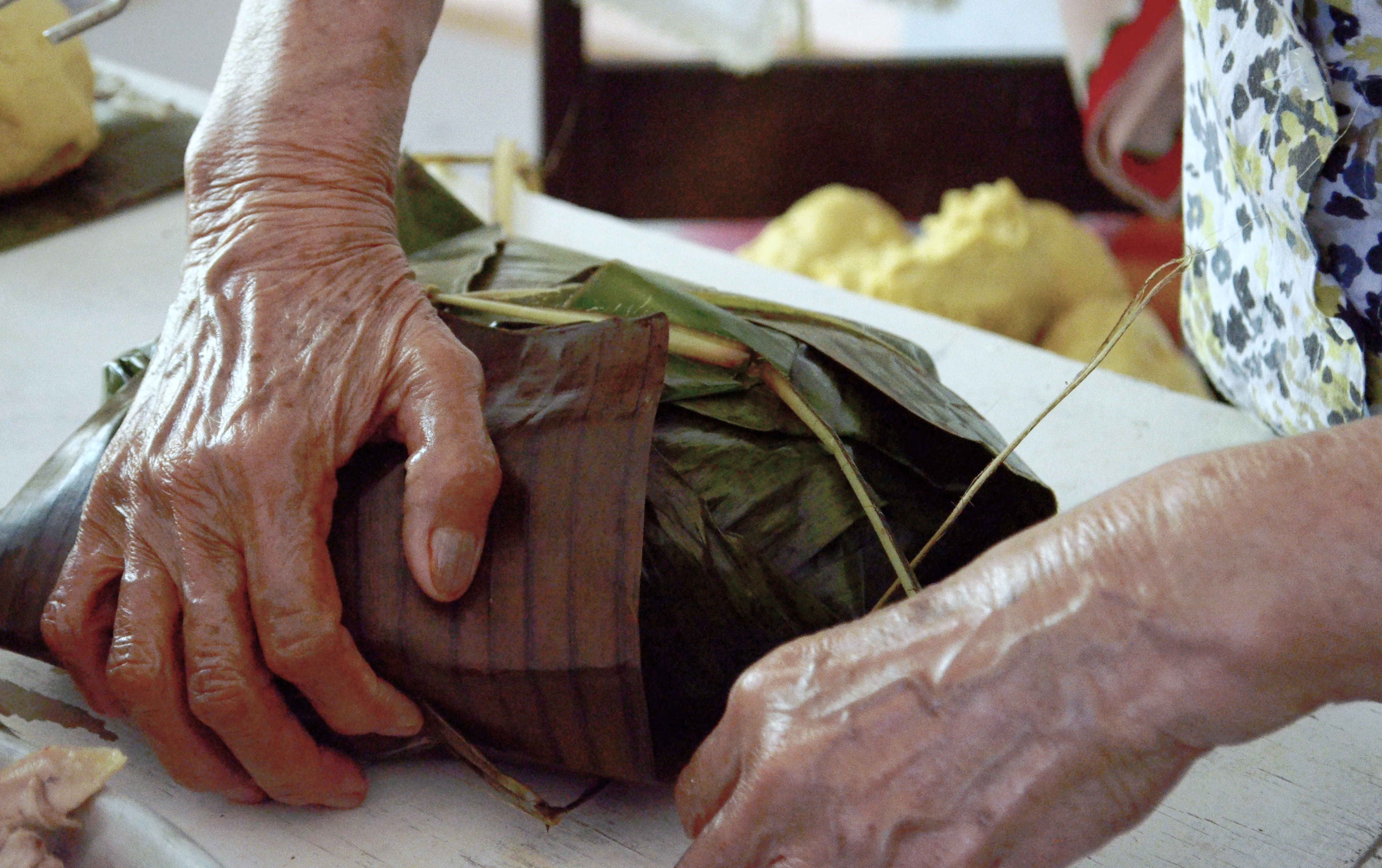
Processus d'emballage et de liage avec une feuille de bananier.

Le mot maya pibil désigne arbitrairement un aliment préparé dans un four en terre connu sous le nom de pib. Il s'agit d'une technique préhispanique dans laquelle était à l'origine cuisinés des pécaris, du gibier et divers faisans, abondants dans la zone maya.
Traditionnellement, un pib est fabriqué en creusant un trou rectangulaire dans le sol, où du bois sec (généralement du bois de catzín ou chuk'um) est brûlé jusqu'à obtenir des braises. Des pierres plates sont alors placées sur les braises et, une fois chauffées, le plat est posé au-dessus. Le tout est recouvert de branches, d'une feuille métallique en zinc et d'une couche de terre qui scelle le four, évitant ainsi que les liquides et vapeurs de cuisson ne s'échappent.
Dans le cas de la cochinita pibil, le porc (une fois assaisonné) est placé dans un récipient métallique rectangulaire (appelé localement lata) sur un lit de feuilles de bananier préalablement grillées qui servent également à envelopper le plat. Le temps de cuisson varie selon la quantité de viande et la taille du pib. Généralement, au bout de trois heures, le plat est prêt. Une bonne cuisson se traduit par un détachement facilité de la viande à l'os.
Traditionnellement, ce plat est consommé dans la péninsule du Yucatán le dimanche matin et les jours fériés.

## Voir également